# SOS
SOS（エスオーエス）は、かつて船舶を中心に用いられていたモールス符号による遭難信号である。現代では遭難に限らず助けを求める合図として使用されることがある。

## 世界の法規におけるSOS
遭難信号は半世紀以上にわたって国際条約の無線通信規則では・・・― ― ― ・・・とされてきた。その間、SOSという語は単なる通称に過ぎなかった。
遭難信号・・・― ― ― ・・・は周囲の無線局に遭難の事実を知らせるのと同時に、全局に通信中止を求める符号だった。なお条文中ではSOSという語を使用していないことに注意。
| 4. Verfahren a) Beforderungszeichen Zur Anwendung kommen die bekannten Morsezeichen, denen folgende Signale hinzugefugt sind                                                                               |
| ― ― ― ― ― ― Ruhezeichen; darf nur von offentlichen Kustenstationen gegeben werden; |
| ・・・― ― ― ・・・ Notzeichen; wird von einem Schiffe in Not solange wiederholt, bis alle anderen Stationen ihren Verkehr abgebrochen haben;                                                               |
| ・・・― ― ― ・ Suchzeichen; darf von Schiffen auf hoher See wiederholt mit ihren eigenen Namen, die dem Zeichen folgen mussen, gegeben werden; es ist zu beantworten durch "hier" mit nachfolgenden Namen. |

### 1906年
ドイツのベルリンで1906年に開催された第一回国際無線電信会議において世界共通の遭難信号・・・― ― ― ・・・が定められ、1908年7月1日に発効したが、やはりSOSという語は使わなかった。・・・― ― ― ・・・は遭難の事実の通知と、周辺各局へ通信中止を求める符号である。そして制定以来50年以上にわたって国際的な無線通信規則上の遭難信号は一貫して・・・― ― ― ・・・である。
| XVI Les navires en détresse font usage du signal suivant: ・・・― ― ― ・・・ répété à de courts intervalles. Dès qu'une station perçoit le signal de détresse, elle doit suspendre toute correspondance et ne la reprendre qu'après avoir acquis la certitude que la communication, motivée par l'appel de secours, est terminée. Dans le cas où le navire en détresse ajoute à la fin de la série de ses appels de secours l'indicatif d'appel d'une station déterminée, la ré- ponse à l'appel n'appartient qu'à cette dernière station. A défaut de l'indication d'une station déterminée dans l'appel de secours, chaque station qui perçoit cet appel est tenue d'y répondre. |

このとき、国際無線電信条約附属業務規則 第2条で、波長300m（周波数1,000kHz）と、波長600m（周波数500kHz）を一般公衆通信業務（無線電報）用と定め、第3条では船舶局の通常波を波長300mとし、（最低限）この波長を装備することが義務付けられた。世界統一による海上公衆通信は、現代でいう中波AMラジオ放送用の周波数帯のほぼ中央である1,000kHzで行なわれることになったのである。そして遭難信号・・・― ― ― ・・・はこの1,000kHzで発信された。

### 1959年
国際条約の無線通信規則の条文にSOSという語が盛り込まれたのは非常に遅く1959年だった。
それは同年にジュネーブで開かれた無線通信主管庁会議で改正された無線通信規則の第36条（パラグラフ1389）で、1961年1月1日に発効した。すなわち1960年12月31日までSOSは単なる通称である。
| CHAPTER VIII Distress, Alarm, Urgency and Safety Article36 Distress Signal and Traffic. Signal and Traffic. §6-(1) The radiotelegraph distress signal consists of the group ・・・― ― ― ・・・, symbolized herein by SOS transmitted as a single signal in which the dashes are emphasized so as to be distinguished clearly from the dots. |

なお無線通信規則の条文中ではないが、1947年に開かれたアトランティック・シティ国際無線電信会議で附属無線通信規則の附録第9号「無線通信用諸種の略号及び符号」の第二節「略符号」にSOSという語が初めて登場している。発効したのは1949年1月1日だった。

## 日本の法規におけるSOS

### 1901年（明治34年）
日本の無線開発は逓信省が海軍省に協力する形で進められた。そのため先に無線電信を実用化したのは海軍省である。
海軍省は1901年（明治34年）、日本初の無線通信規則である「無線電信通信取扱規則」を定め、その第18条（略符号）で、遭難信号に相当するものを「故障（危険あり）　 ナラ　・― ・　・・・ 」とした。
| 明治34年 海軍省内令第143号（1901年11月13日） | 第18条 「故障（危険あり） ナラ ・― ・ ・・・」 |

逓信省でも細々と無線実験を続けていたが、日露戦争（1904～05年）の開戦が近くなると、海軍無線への混信防止の観点より逓信省の無線研究は中止となり、海上公衆通信サービス（無線電報業務）の創業はさらに遅れてしまった。
1905年（明治38年）に日露戦争が終結すると、1906年（明治39年）にベルリンで第一回国際無線電信会議が開催されることになり、逓信省は海上公衆通信サービスへの事業参入を決め、無線機器の開発と無線局の建設、そして無線通信士の養成に着手した。

### 1908年（明治41年）
逓信省は波長300m（周波数1,000kHz）を用いた銚子無線電信局JCS（海岸局）と東洋汽船所属の天洋丸TTY（船舶局）による公衆通信サービスを創業するために、「無線電報規則」と、その下位規程であって、危急・・・― ― ― ・・・を盛り込んだ「無線電報取扱規程」を定め、1908年（明治41年）5月1日に施行した。
1908年7月1日に発効するベルリン第一回国際無線電信会議の国際無線電信条約附属業務規則第16条にはSOSという語が使われていないことに歩調を合わせ、この語を使わなかった。（ただしこの「無線電報取扱規程」に関していえば、1925年（大正14年）の改訂の際よりSOSを使い始めている。）
| 明治41年 逓信省公達第341号（1908年4月9日）   | 第6条 「危急 ・・・― ― ― ・・・」         |
| 大正4年 逓信省公達第589号（1915年10月27日）  | 第6条 「船舶危急 ・・・― ― ― ・・・」     |
| 大正14年 逓信省公達第726号（1925年9月25日）  | 第45条「船舶危急 SOS ・・・― ― ― ・・・」 |
| 昭和3年 逓信省公達第1204号（1928年12月29日） | 第45条「遭難 SOS ・・・― ― ― ・・・」     |

逓信省が公衆通信サービスを創業したため、これまで海軍無線電信所から海軍艦船へ送っていた（軍用通信に相当しない）日々の官報などは、海軍省が逓信省に電報料金を払って逓信省の公衆通信サービスを利用することとなった。逓信省の海岸局と海軍省の艦船間で無線電報が交わされるため、「海軍無線電報取扱規約」を定め、その第8条に危急信号・・・― ― ― ・・・を盛り込み、両省で整合を取った。
| 明治41年 海軍省達第129号（1908年10月28日） | 第8条 「危急 ・・・― ― ― ・・・」 |

### 1915年（大正4年）
日本の無線は「電信法」で政府が管掌するとされていたが、1915年（大正4年）11月1日に施行された「無線電信法」で、民間企業、私学校、個人による私設無線を認めた。合わせて同日施行された私設無線に関する規則「私設無線電信規則」の第22, 23条では国際条約の無線通信規則に準拠し、SOSという語を用いず "船舶危急符号" とした。
| 大正4年 逓信省令第46号（1915年10月26日） | 第22-23条 「船舶危急符号 ・・・― ― ― ・・・」 |
| 昭和3年 逓信省令第67号（1928年12月29日） | 第22-23条 「遭難符号 ・・・― ― ― ・・・」     |

この「私設無線電信規則」で "船舶危急符号" という語を用いたため、前述の通り「無線電報取扱規程」の第6条にあった "危急" を "船舶危急" へ改め、1915年11月1日に施行されている。
さらに1928年（昭和3年）12月29日の規則改正（1929年1月1日施行）では、これが "遭難符号" となったため、同様に「無線電報取扱規程」第45条の "船舶危急" を "遭難" へ改め、1929年（昭和4年）1月1日より施行されている。

### 1933年（昭和8年）
上記「私設無線電信規則」に代わる新たな「私設無線電信無線電話規則」が1933年（昭和8年）に作られたが、やはり遭難信号にSOSという語を用いていない。
| 昭和8年 逓信省令第60号（1933年12月29日） | 第58-59条 「遭難符号 ・・・― ― ― ・・・」 |

本規則は1934年（昭和9年）1月1日より施行され、SOSという語を採用しないまま太平洋戦争の終戦を迎えた。

### 1950年（昭和25年）
そして終戦後の1950年（昭和25年）6月、新しい電波法の下に施行された最初の「無線局運用規則」の第76,80,82,85,89条の条文中および「別表第2号の2」において、ようやく遭難信号SOSが登場したのである。
2018年時点では電波法第52条第1号にある遭難通信に使われる遭難信号として、総務省令 無線局運用規則の「別表第2号の2の（1）」にSOSが残っている。

## 通称としてのSOS
モールス符号には遭難信号・・・― ― ― ・・・のように長いものは定義されておらず、これを文字にすることはできない。そのため新聞・雑誌では表記に苦慮するし、また口述するにしても・・・― ― ― ・・・をその都度ドット（・）とダッシュ（―）で『ドドドダーダーダードドド』と発声するのは煩わしい。
そこで1909年頃より・・・― ― ― ・・・を便宜的にいくつかの塊に分割されているものと見なすことで文字化し、また口述するようになった。例を挙げれば下表のようにいろいろな文字に分割できるが、最終的にはドット群「・・・」とダッシュ群「― ― ― 」に分割した、・・・（S）、― ― ― （O）、・・・（S）、が一番シンプルという理由で、新聞などの文字メディアを通じて広まったとされる。
すなわち、たまたまドット群「・・・」が「S」で、ダッシュ群「― ― ― 」が「O」であったに過ぎないという。
| 分割数 | 文字化の例                                          | 文字化の例                                          |
| ------ | --------------------------------------------------- | --------------------------------------------------- |
| 2分割  | V（・・・― ）、7（― ― ・・・）                      | 3（・・・― ― ）、B（― ・・・）                      |
| 3分割  | V（・・・― ）、T（― ）、B（― ・・・）               | S（・・・）、O（― ― ― ）、S（・・・）               |
| 4分割  | I（・・）、W（・― ― ）、N（― ・）、I（・・）        | I（・・）、W（・― ― ）、N（― ・）、I（・・）        |
| 5分割  | E（・）、U（・・― ）、T（― ）、D（― ・・）、E（・） | E（・）、U（・・― ）、T（― ）、D（― ・・）、E（・） |

SOSという単語は・・・― ― ― ・・・を文字化や口述するための便宜的な手段（通称）として、非常に早い時期より、一般人はもとより無線通信士、無線技術者、電波行政関係者に至るまで、広く受け入れられている。ときにSOSが"Save Our Souls"（我らを救え）や"Save Our Ship"（我が船を救え）の略と言われることがあるが、これらは1912年のタイタニック号沈没事故の頃に考案されたもので、後付けである。
しかしV7、3B、VTB、SOS、IWNI、EUTDE等と多くの分割法があるにもかかわらず、SOSが選ばれ、それが広く支持されたのは、単に分割の単純さだけではなく、当初の頃より"Send Out Succor"（救援の送信）、あるいは"Suspend Other Service"（他の通信は沈黙せよ）、"Stop Other Service"（左同）等の遭難信号としての語呂合わせ(バクロニム)が作られ、語られていたからとも考えられるが、これについては検証されていない。

## 歴史
以下ここでは・・・― ― ― ・・・をSOSと表記する。

### 初の遭難信号SSSDDDの提案
海難事故に遭った船舶が、無線電信により実際に救助された最初の事例は、1899年4月28日にドーバー海峡の北入口、グッドウイン砂洲の浅瀬に常時係留されている灯台船「イースト・グッドウィン」が、濃霧の中を航海してきた「マシューズ号(SS R.F. Matthews)」に追突された事件である。船体を損傷したイースト・グッドウィン灯台船はサウス・フォアランド灯台に無線電信で救助を求めて無事救出されたが、この時期にはまだ遭難信号というものを定めていなかった。
1900年4月25日にマルコーニ国際海洋通信会社が設立された。マルコーニ国際海洋通信会社は、北ドイツ・ロイド社の大型客船「カイザー・ヴィルヘルム・デア・グロッセ号(SS Kaiser Wilhelm der Grosse)」に無線局を開設して、同年5月15日より世界初の海上移動における無線電報サービスをスタートさせた。1901年になるとキュナード・ライン社の大型客船ルカーニア号(RMS Lucania)やその姉妹船カンパニア号(RMS Campania)をはじめ、続々とマルコーニ局が置かれた。
こうして海上移動の無線電報サービスは順調に発展していったが、世界共通の遭難信号は1903年8月4日から13日にベルリンで開かれた無線電信予備会議で提案されたものが最初である。イタリア代表より遭難信号SSSDDDの提案があったが採択には至らなかった。

### マルコーニ社のCQDとテレフンケン社のSOS
しかし会議終了後の1903年12月7日に、マルコーニ国際海洋通信会社の無線局を設置していたレッド・スター・ラインの「クルーランド号(SS Kroonland)」がアントウェルペンからニューヨークに向かってアイルランド沖を航海中に操舵装置を破損する事故を起こし、翌12月8日に無線電信で救助された。クルーランド号は無線電信で助けを求めた最初の定期航路船である。幸い乗員乗客900名は無事だったが、この事故で専用の遭難信号を制定する重要性が強く認識された。
マルコーニ国際海洋通信会社はただちにその検討に入り、1904年1月7日の社内通達第57号で自社の遭難信号を「CQD」と定めた。施行日は1904年2月1日だった。『マルコーニ社の遭難信号「CQD」の"CQ"はAll Station（全局）、"D"はDanger（危険）またはDistress（遭難）を意味する。』とマルコーニ自身が説明している。なお「CQ」は特に何かの略ではなく、「CQD」はマルコーニ社の社内符号であり他の無線会社には関係しない。
一方でライバルのテレフンケン社があるドイツ帝国では、無線電信条例（Regelung der Funkentelegraphie im Deutschen Reich：1905年3月30日公布）を定めて1905年4月1日より施行した。この無線法では全局呼び出し信号「・・・― ― ― ・」SOEとは別に、遭難信号「・・・― ― ― ・・・」SOSを規定した。ドイツ船が全局呼び出しに用いていたSOEでは、Eが1短点（・）で緊急時に聞き落とす恐れがあるため、3短点のS（・・・）に変更した符号を新たに定めたものだった。これはドイツの規則であり他国の無線会社には関係しない。
また「SOS」は意味のない長（―）・短（・）の配列が先にできて、後になり文字化されたが、「CQD」は意味のある文字から作られたという違いもある。文字に意味があるので、一塊につないでしまう「CQD」（― ・― ・ ― ― ・― ― ・・）ではなく、文字が聞き取れる「CQD」（― ・― ・　　― ― ・―　　― ・・）である。
マルコーニ社の「CQD」やテレフンケン社の「SOS」の他にも、1905年12月にアメリカ東海岸で起きた海難事故ではシンプルに「HELP」が使われるなど、無線会社間で遭難信号は統一されていなかった。

### 遭難信号の統一
1906年10月3日から11月3日にベルリンで開かれた第一回国際無線電信会議において世界共通（無線会社共通）の遭難信号の制定が討議された。審議の際にはマルコーニ社の社内符号CQDや、アメリカからは船舶で使われていた旗旒信号のNC（遭難）を無線電信でも使ってはどうかと提案されたが、最終的には開催国ドイツの無線法で定めていたSOSが採択された。会議最終日（1906年11月3日）に調印された国際無線電信条約附属業務規則の第16條にはSOSが規定され、発効日を1908年7月1日とした。
条約調印各国は発効日までに批准し、自国の関係する無線法規をこれに整合させ、実行に移すことになった。日本は1908年（明治41年）2月25日に林董外務大臣からこの条約・規則の批准を上奏したい旨の閣議請議があり、2月29日に西園寺公望内閣が閣議決定、さらに3月18日に枢密院において最終的に可決された。ただちに上奏され、3月19日には裁可を得、3月27日に批准された。そして1908年6月22日に公布、同年6月23日に官報で告示している。
1908年3月27日に批准手続きが終わったため、無線に関する法律「電信法」のもとに、無線電報取扱規程を定めたのが1908年4月9日だった。その第6条には国際的な整合をとった「危急　・・・― ― ― ・・・」が盛り込まれている。日本では・・・― ― ― ・・・を「危急」と命名し、国際無線電信条約附属業務規則が発効するよりも、2か月早い1908年5月1日に施行されたのである。

### 初のCQD
しかし「他社とは交信しない」ことを方針とするマルコーニ社にとって、他社との符号共通化など全く無価値だった。SOSを定めたベルリン会議の無線規則が1908年7月1日に発効してもこれを使おうとはせず、自社のCQD規定をそのまま残した。CQDが古い遭難信号で、SOSが新しい遭難信号という関係ではなく、同時代に2つの遭難信号が共存していたのである。
マルコーニ社の遭難信号CQDが初めて使われたのは1909年1月23日、ニューヨークから北東へ200kmほど離れたナンタケット沖で起きた、ロイド・イタリアーノ・ラインの「フロリダ号」とホワイト・スター・ラインの「リパブリック号(RMS Republic)」の衝突事故である。リパブリック号に開設されたマルコーニ局MKCがCQDを発信すると、ただちにマルコーニ社のシアスコンセント海岸局MSCおよびホワイト・スター・ライン「バルチック号(RMS Baltic)」のマルコーニ局MBSと連絡が取れ、掛け付けたバルチック号によって乗客1500人が救われた。無線電信が多くの人命を救ったと大いに注目を集め、リパブリック号のジャック・ビンズ通信士は英雄となった。
無線通信の商用化以来、しばらくの時代は、船舶無線局のオーナーはその船を所有する海運会社ではなく、無線会社だった。海運会社が無線電報取扱いの業務委託契約を無線会社と結び、船にその無線会社の無線局を開設してもらい、無線会社の通信士がオペレーションしていた。したがって「マルコーニ社製の無線機を使う船」というよりも「マルコーニ社の無線局を開設している船」とする方が誤解が少ない。なお遭難信号の発信権は船長にあり、無線会社の一存では出せない。またこの時代のマルコーニ社の無線局はMarconiの頭文字"M"で始まる3文字のコールサインを使用していた。

### 初のSOS
SOSを初めて使ったのは、1909年8月11日、ニューヨークからジャクソンビル (フロリダ州)に向かっていたクライド・ライン「アラパホ号(SS Arapahoe)」のユナイテッド・ワイアレス局VBがハッテラス岬沖でプロペラシャフトを破損した際に無線電信で救助を求めたところ、ユナイテッド・ワイアレス社ハッテラス岬海岸局HAおよびクライド・ライン「ヒューロン号(SS Huron)」のユナイテッド・ワイアレス局VHと連絡がとれ、全員救助された事故だったとする説と、1909年6月10日、アゾレス諸島沖で難破したキュナード・ラインの「スラボニア号(RMS Slavonia)」のマルコーニ局MVAが発信したものだという説がある。
アラパホ号の事故では、翌日の新聞各紙が同号のSOSの発信を伝えている。しかしスラボニア号の事故の場合、直後の新聞各紙は『スラボニア号がCQDを発した』と報じている。
ところがスラボニア号の沈没から1年も後になって、同号がSOSを発したとする記事が新聞Lincoln Daily News（1910年8月1日 1ページ）や雑誌Modern Electrics（1910年9月号 315ページ）に登場した。特にModern Electrics誌は「スラボニア号SOS説」の出典元として使われることがあるが、Modern Electrics誌には事実検証できるものが一切示されておらず、現在もなお検証がなされていない。スラボニア号を所有するキュナード・ラインは、英国の「大手」海運会社の中で最もはやくマルコーニ国際海洋通信会社と契約している（1901年）。もしスラボニア号のマルコーニ局MVAがSOSを発信したのなら、「なぜスラボニア号がマルコーニ社のCQDを使わなかったのか？」という疑問が湧くが、これを説明する文献は現在のところ見当たらない。
アラパホ号の事故から半月後の1909年8月26日に起きたアラスカ汽船のオハイオ号の事故でも、同船のユナイテッド・ワイアレス局AOはSOSを使っている。その後も、1909年11月のノールマハル号、1910年2月のケンタッキー号、1910年3月のタグス号、1910年7月のモムス号等の事故において、ユナイテッド・ワイアレス社は国際的な遭難信号SOSを使っている。

### 偽のSOS事件
SOSが広く知られるようになると、悪質な偽SOS事件が起きた。
1910年10月23日夜、ロードアイランド州ニューポートの税関監視艇アクシネット（Acushnet）号RCUが「オクラホマ号（SS Oklahoma）」のユナイテッド・ワイアレス局QBが発する遭難信号SOSを受信した。遭難地点が聞こえなかったため、ナンタケット灯台船無線局にも協力を要請し、オクラホマ号を探呼したがコンタクトは取れなかった。しかし複数の周辺局がオクラホマ号のSOSを聞いていたため大騒ぎになったのである。
オクラホマ号はJ.M. Guffey Petroleum Company所属の船で、新聞社の取材に対して、46名の乗員で19日にペンシルバニア州フィラデルフィアを出港し、テキサス州ポートアーサーへ向かっており、最後の連絡は10月21日19時でハッテラス岬沖だったと明かした。するとSOSが受信されたニューポートとは反対方向へ4日間も進んでいることになり、遭難信号の信憑性が疑われだした。
そして翌24日夜、当のオクラホマ号から『ポートアーサーに向け、メキシコ湾を安全航行している。』と連絡があり、昨夜のSOSが悪質なイタズラだったことが判明した。

### 空からの遭難信号CQD
このように1910年には遭難信号としてSOSが一般的になっていたにもかかわらず、マルコーニ社がCQDを使い続けたことで知られているのが、飛行船アメリカ号の遭難事故である。
新聞社の社員であり、冒険家でもあるウォルター・ウェルマンは1906年より飛行船で北極点を目指していたが、1909年4月6日、ロバート・ピアリーの犬ぞり探検隊に先を越されてしまった。そこでウェルマンは飛行船アメリカ号で世界初の大西洋横断飛行を計画したのである。1910年6月、飛行の様子を無線電信で逐次新聞社へ届けるために米国マルコーニ社と契約を交わし、無線機とアンテナがアメリカ号に取り付けられた。
1910年10月15日の朝、アトランティックシティを飛び立ったアメリカ号の通信士は、米国マルコーニ社のシアスコンセント海岸局MSCで働いていたジャック・アーウィン（Jack Irwin）だった。初日は飛行も無線連絡も順調で、米国東海岸沿いを北東へ大圏コースで欧州へ向かっていたが、まもなくエンジン・トラブルと暴風に遭い、南東へ、さらに南へと低空で漂流しはじめた。アーウィン通信士は10月16日夕刻よりCQDで助けを求めたが、うまく通信を確立できないまま長い時が過ぎていった。
1910年10月18日早朝4時頃、1隻の船を発見し無線でCQDを送ったが応答がなく、電気ライトでモールス信号を送ってみたところ反応があった。アーウィン通信士は自分たちが無線を装備していることをライトで伝えると、しばらくして無線で返事がきた。その船はニューヨークに向かっていた英国・Royal Mail Steam Packet社のトレント号号（呼出符号RNR）で、アメリカ号の全乗員6名と猫1匹が救助された。空からはじめて用いられた遭難信号は国際的なSOSではなく、マルコーニ社独自のCQDだったのである。

### タイタニック号のSOS
1912年4月15日、ホワイト・スター・ラインの「タイタニック号(RMS Titanic)」が沈没した際には、同船のマルコーニ局MGYが遭難信号CQDを発信し、後になってSOSも打った。同船のSOSが世界初という説もあるが後述の通り誤解である。
タイタニック号のマルコーニ局MGYの無線通信士、ジャック・フィリップスは命を落としたが、ハロルド・ブライド通信士は救助され、4月18日夕方、ニューヨーク港に生還した。そしてニューヨーク・タイムズ紙の記者がブライド通信士に独占インタビューし、その証言を翌日掲載した。
遭難信号の送信に関する部分を記事"THRILLING STORY BY TITANIC'S SURVIVING WIRELESS MAN: Bride Tells How He and Phillips Worked and How He Finished a Stoker Who Tried to Steal Phillips's Life Belt" The New York Times （1912年4月19日 p.1）より下表左に引用する。またこのニューヨーク・タイムズの記事の日本語訳をジャック・ウィノカー著 佐藤亮一訳 『SOSタイタニック号』（1991年 恒文社 pp.395-396）から下表右に引用する。
これがタイタニック号の遭難信号の扱いに関し、船長と通信士の間でどんなやり取りが行なわれたかを世界で最初に報じた新聞記事である。
| "Send the call for assistance," ordered the Captain, barely putting his head in the door. "What call shoud I send?" Phillips asked. "The reguration international call for help. Just that." Then the Captain was gone. Phillips began to send "C.Q.D." He flashed away at it and we joked while he did so. All of us made light of the disaster. Joked at Distress Call. We joked that way while he flashed signals for about five minutes. Then the Captain came back. "What are you sending?" he asked. "C.Q.D.," Phillips replied. The humor of the situation appealed to me. I cut in with a little remark that made us all laugh, including the Captain. "Send 'SOS.," I said. "It's the new call, and it may be your last chance to send it." Phillips with a laugh changed the signal to "S.O.S." | 「救助信号を送れ」と、船長はドアから顔を突っ込むなり、いきなり命令した。 「なんの信号を送るのですか？」とフィリップスが尋ねた。 「規定の国際救助信号だ。それだけだ」 そう言って船長は姿を消した。フィリップスは「CQD」を送りはじめた。信号を送りながらもわれわれはまだ冗談に興じていた。みんな災害を軽くみていたのだ。 冗談を言いながら遭難信号 われわれは冗談を言いながら、約5分間、信号をつづけた。そのとき、船長がやって来た。 「なんの信号を送っているのか？」と尋ねた。 「CQDです」とフィリップスが答えた。 その場の雰囲気はなごやかで、私もちょっと口をはさみたくなった。私の言葉には、船長を含めて、みんなが笑った。 「SOSを送れ。新しい信号だ。二度とこれを送るチャンスはないかもしれないからね」と私は言った。 フィリップスは、笑いながら信号をSOSに変えた。 |

ブライド通信士の証言をもとにしたこの記事によると、船長が国際救助信号（The reguration international call for help）の発信を命じたにもかかわらず、フィリップス通信士は（1906年のベルリン国際無線電信会議で採択され、1908年7月1日に発効したSOSではなく）、マルコーニ社の社内規定によるCQDを使用した。そのあとでブライド通信士がフィリップス通信士にSOSを使ったらどうかと提案し、それが実行された。しかしあくまで結果論だが、タイタニック号の救助に駆け付けたキュナード・ラインの「カルパチア号」もまた遭難信号をCQDとするマルコーニ局（呼出符号MPA、使用周波数1,000kHz/2.7MHz）であった。
このブライド通信士の証言によるニューヨーク・タイムズの記事は多くの書籍や映画の出典資料として長年利用され続けている。その都度、引用者による独自の補足や脚色が付け足されるため、様々な派生が見られ、誤解釈されていることもある。

#### CQDがSOSに変わったという誤解
そのひとつはブライド通信士がSOSを「新しい符号」と呼んだことから、CQDが古い遭難信号で、SOSが新しい遭難信号という新旧の関係にあると多くの引用者が勘違いする点である。
そもそもこの記事は「マルコーニ国際海洋通信会社の通信士」という立場での発言をもとにして書かれている。1906年の第一回国際無線電信会議でドイツは異なる無線会社間でも相互交信する義務を課そうとしたが、他社とは交信しないことを方針とするマルコーニ社と長期契約を結んでいた英国とイタリアが留保したため全会一致とはならなかった。そしてマルコーニ国際海洋通信会社は他社と交信しないためSOSを使う必要性がなく自社のCQDを使い続けた。
しかし船舶無線界の趨勢に鑑み、1911年6月より段階的に同社のこの方針は緩和され、1912年夏に開催予定の第二回国際無線電信会議では他社との相互交信に正式合意することを表明していた。そのためマルコーニ国際海洋通信会社の立場では、CQDから「新しい」SOSを使うことになるが、1908年5月1日により「無線電報取扱規程」でSOSを施行した日本のように、マルコーニ社以外の無線会社や国では初めからCQDを使用していない。CQDからSOSに変わったのではないのである。

#### 世界初のSOS発信という誤解
もうひとつはフィリップス通信士が途中からブライド通信士の「新しい」SOSを使おうという提案に応じたことから、この時のSOSこそが世界初の発信であろうと思われてしまう点である。
タイタニック号沈没事故の1週間前の4月8日早朝、ボルチモアからボストンに向かっていた Merchants & Miners Transportations社の「オンタリオ号(SS Ontario)」（呼出符号Q2）の事故でも遭難信号SOSが使われ、新聞記事になっているとおり、タイタニック号がSOSを発した最初の船ではないことは良く知られていた。しかし年月の経過とともに、タイタニック号以前に用いられたSOSのことは忘れ去られ、「タイタニック号が世界初のSOSを発した」とする書籍や雑誌が見られるようになった。
なお初めてSOSを使用したマルコーニ局に関してはタイタニック号のMGY（フィリップス通信士の発信）だといわれており、もしそうならば、前述したスラボニア号のマルコーニ局MVAが初めてSOSを発したという説は自動的に否定される。なお他社と交信しないマルコーニ社の方針は1912年10月に撤廃された。これに同期するかのようにマルコーニ社のCQDの使用は終了した。

### 日本船初の遭難通信

#### 二等巡洋艦吉野 沈没事件
日本艦船で初となる無線の遭難信号は日露戦争開戦からまもなくの1904年（明治37年）5月15日未明に日本海軍二等巡洋艦「吉野」が、濃霧の旅順沖で僚船と衝突し沈没した際に発したものだが、無線電信通信取扱規則第18条で定められた「故障（危険あり）符号」 ナラ（・― ・　・・・ ）が用いられたかどうかの記録は残されていない。二等巡洋艦「吉野」の沈没で300名以上が死亡した。

#### 第二電信丸 沈没事件
日本無線史 第四巻（電波監理委員会編, 1951年）の46ページには山口県の角島無線電信局に関し以下ように記されている。
"明治四十一年十二月二十八日未明、第二電信丸が当局沖合で沈没した時、初めて遭難通信を取扱った。"
あたかも第二電信丸がSOSを発信し、それを角島無線JTSがキャッチしたかのように受取れる文面であり、これを引用したと考えられる文献もあるが、事実はそうではない。鳥取県境港から関門海峡を抜け瀬戸内海経由で大阪へ向かう予定だった第二電信丸が、1908年（明治41年）12月28日の早朝、山口県角島付近で座礁した。第二電信丸の乗客の一人が角島無線電信局JTSのアンテナを目印に角島まで泳ぎ付いたところを、角島無線電信局員に発見・救助された。
日本海の島に開業した角島無線JTSは陸地（本州）と海底ケーブルで結ばれている。日本無線史がいう角島無線JTSが行った遭難通信とは、海底ケーブルにより、有線電信で本州側と救助に関する連絡をとった通信を指している。
この明治41年（1908年）とは前述したとおり、逓信省が公衆通信サービスを創業した記念すべき年で、第一期として誕生した海岸局（5局）および船舶局（10局）は下表の通りであることが、広く知られており、第二電信丸に無線局が開設されていないことはいうまでもない。
| 銚子無線（JCS、5月16日）  | 東洋汽船 天洋丸（TTY、5月16日） | 日本郵船 土佐丸（YTS、6月21日）  |
| 大瀬崎無線（JOS、7月1日） | 日本郵船 丹後丸（YTG、5月26日） | 日本郵船 信濃丸（YSN、7月5日）   |
| 潮岬無線（JSM、7月1日）   | 日本郵船 伊予丸（YIY、5月26日） | 東洋汽船 香港丸（THK、7月14日）  |
| 角島無線（JTS、7月1日）   | 日本郵船 加賀丸（YKG、6月7日）  | 東洋汽船 日本丸（TNP、11月16日） |
| 落石無線（JOI、12月26日） | 日本郵船 安芸丸（YAK、6月9日）  | 東洋汽船 地洋丸（TCY、12月14日） |

#### 撃沈された八阪丸
第一次世界大戦中の1915年（大正4年）12月7日、ロンドンを出帆した日本郵船の八阪丸は地中海、スエズ運河を経由し日本に向う予定だった。そして英国海軍など連合国の暗号電文にてドイツ潜水艦Uボートの出没海域の情報を得ながら、戦時警戒区域である地中海を慎重に東進していたが、同年12月21日午後2時35分、八阪丸はスエズ運河の入口、ポートサイドまであと僅か140kmの場所で、Uボートの水雷攻撃を受け撃沈されてしまった。八阪丸に開設されていた逓信省の「八阪丸無線電信局」（呼出符号JYK）はただちにポートサイド海岸局（呼出符号SUB）へ無線連絡し、駆けつけたフランスの武装曳船ラボリュー号に全員救助されている。しかしこの民間商船として初の遭難通信は（敵に傍受されないように）SOSを用いない暗号電文だった。
日本の民間商船に開設されている船舶無線局のオーナーは海運会社ではなく、逓信省だった。1900年（明治33年）に施行された法律「電信法」と逓信省令により「無線電信は政府が専掌する」としたため、逓信省が民間商船に逓信省式無線機を据付け、逓信官吏練習所で養成された逓信省の通信官吏がオペレーションしていた。無線電報は逓信省による独占ビジネスだった。

### 日本船初のSOS

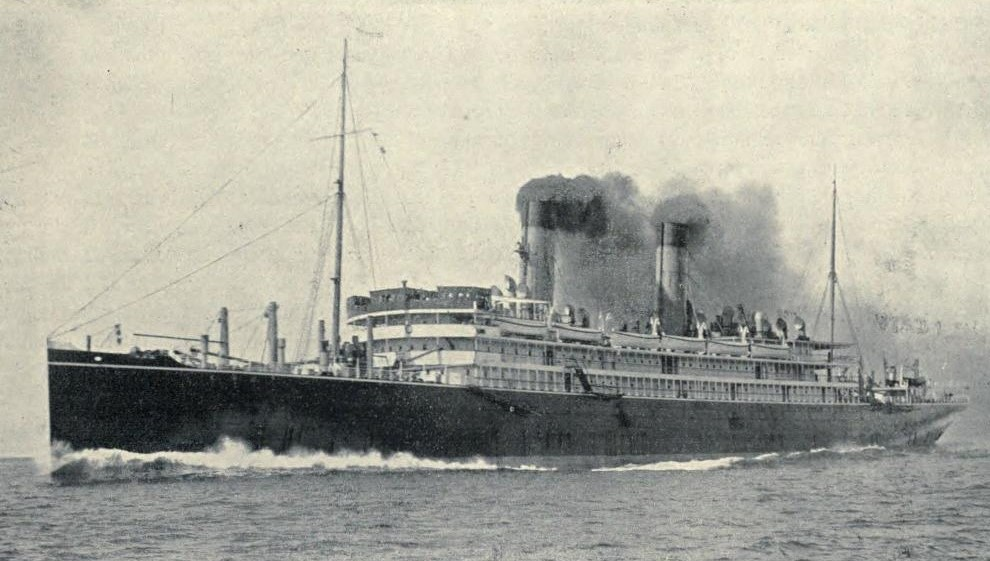
地洋丸JCY （東洋汽船）

日本艦船で最初に国際的な遭難信号SOSを発したのは東洋汽船の地洋丸に開設されていた逓信省の「地洋丸無線電信局」（呼出符号JCY）である。地洋丸は日本で無線による公衆通信サービスが創業された1908年に開局した老舗船舶局である。
1916年（大正5年）3月29日午後0時10分、マニラを出港した地洋丸JCYは香港に向かった。翌30日の朝に香港のケープ・ダギラー（Cape D'Aguilar）海岸局（呼出符号VPS）の通信圏に入ったが、空電妨害が激しくなり、午後には通信不能となってしまった。逓信省の伊藤豊地洋丸無線電信局長は31日深夜1時まで待っても空電妨害が収まる気配がないため3時間ほど仮眠した。
早朝4時に起床したところ、ケープ・ダギラー海岸局VPSとの距離が近くなったこともあり、通信を再開することができた。昨夜から持ち越した未送電報の処理を終え、伊藤局長がひと息つこうとした1916年3月30日午前4時30分、地洋丸が突然激しく揺れた。濃霧の中を全速力で航行していた地洋丸が無人島に乗り上げ座礁したのである。
無線室でしばらく様子を伺っていた伊藤局長は、アーネスト・ベント船長より「船はレマ付近で座礁したから危急符号SOSを送って各所に救助を求めてくれ」とSOSの送信命令を受けた。ただちにSOSを前置してケープダギラー海岸局VPSを呼び、座礁を伝えたところ、英国海軍へ連絡する旨の返答があった。そして2分後には「駆逐艦ホワイティング（HMS Whiting）が救助に向かう」と伝えてきた。しかし地洋丸JCYが発した第一報の事故地点レマ島付近は正しくなく、あとで担杵（タムタム）島だったとする訂正電文のやり取りもあり、駆逐艦ホワイティングが現場に到着したのは午前7時だった。駆逐艦ホワイティングが到着するまでの間、現場近くを通過する船が2隻あり、しきりに汽笛で救助を求めたが、霧中航行の信号だと勘違いされ、そのまま過ぎ去っていったという。船客299名全員は駆逐艦ホワイティングにより香港へ搬送され、31日午前11時に全員が無事上陸できた。この海域は海賊の巣窟となっている危険エリアだったが、ケープダギラー海岸局VPSの迅速なる救助手配と駆逐艦ホワイティングの活躍により大事には至らずに済んだといえよう。
1916年3月31日正午前になり日本海軍二等巡洋艦「明石」（呼出符号JLM）と通信ができて、地洋丸は応援を求めた。午後3時過ぎに事故現場に巡洋艦「明石」が到着。駆逐艦ホワイティングが見守る中、午後8時の満潮時、地洋丸の乗組員たちと巡洋艦「明石」が協力して、地洋丸を離礁させるための引きおろしを試みたがうまく行かなかった。乗組員262名は担杵（タムタム）島に避難上陸し、一夜を明かした。日本のジャズ・オーケストラの発展に貢献したとされる波多野福太郎はこのとき地洋丸の専属楽団の楽士だった。波多野福太郎は暗黒の無人島でトランペットを抱いて朝を迎えたという。乗組員たちは後から来た英国海軍の駆逐艦ヴィラゴー（HMS Virago）により救助された。
翌朝以降、何度も離礁を試みられたが、4月2-4日の激浪により地洋丸は前方1/3の位置から真っ二つに折れてしまい、最終的に修理を断念し廃船が決まった。1916年4月21日の官報にて逓信省は地洋丸無線電信局JCYの廃止を告示した。

### CQD、SOSの初発信30周年
1909年の初CQD、初SOSより30年目に当たる1939年の2月11日、ニューヨークのホテル・アスターで開かれた「ベテラン無線通信士協会」VWOA（Veteran Wireless Operators Association）第14回年次総会において、CQDをはじめて発信しリパブリック号とフロリダ号の乗員乗客を救ったジャック・ビンズ元通信士、およびSOSをはじめて発信しアラパホ号の乗員乗客を救ったハウブナー（Theodore D. Haubner）元通信士にマルコーニ・メモリアル・メダルの銀賞が贈られた。受賞式典には当時のフロリダ号の船長をはじめ、救助に向かったバルチック号の船長と操舵主任も招待されている。「ベテラン無線通信士協会」VWOAはかつて自分たちが所属していた無線会社の垣根を越えた、退役無線通信士の親睦会である。

### 初SOSの電鍵（ヘンリーフォード博物館）
アラパホ号のハウブナー（Theodore D. Haubner）元通信士が初のSOSを打ったJ.H.Bunnell & Company製の電鍵と、その時に同氏が使用していたヘッドフォーンは、 同氏の家族によりミシガン州ディアボーンでエジソン学会が管理・運営するヘンリーフォード博物館に寄贈されている。

### SOSの廃止まで
1979年の第11回国際海事機関（IMO）総会において最新技術を取り入れた新しい全世界的な海上遭難安全システムを確立することを決議し、そのシステム検討に入った。
新しい全世界的な海上遭難安全システムは、海上における遭難及び安全に関する世界的な制度（GMDSS）と命名された。
1988年11月、GMDSSを1992年2月1日より導入開始し、1999年2月1日に完全実施することを目標として「海上における人命の安全のための国際条約」（SOLAS条約）の改正を行った。日本ではこの移行日程に合わせて、1991年（平成3年）までに電波法、電波法施行規則その他の関係諸規則が順次改正された。
1999年1月31日をもってモールス符号による遭難通信の取扱いは廃止された。今では船舶からの遭難信号の発信には、GMDSSによる非常用位置指示無線標識装置（E-PIRB）が、航空機には航空機用救命無線機（ELT）が使われている。

### 誤発射
しかし自動化されたGMDSSに移行したことで、遭難信号の誤発射が急増した。
海上保安庁の発表によると2002年（平成14年）から2006年（平成18年）の5年間の遭難警報総数7,802件中、誤発射が5,702件あった。また1999年（平成11年）7月から2007年（平成19年）7月に発生した誤発射事件のうち795件について原因分析したところ（3件の不明を除き）、約65%が乗組員の人為的なミス（誤操作418件および整備不良95件）、約20%が機器不良（161件）、約15%が不可抗力（118件）だった。

## 現代のSOS

非常ボタンを表すピクトグラム

1976年（昭和51年）にリリースされたピンク・レディーの楽曲「S・O・S」では冒頭に置かれたモールス符号音SOSが問題となった。テスト盤をラジオで放送したところ放送局からクレームがついたという。しかしディレクターだった飯田久彦によると、モールス信号は話題作りのためテスト盤に入れただけで販売するレコードには入れる予定はなかったとのことである。一方、曲のタイトル「S・O・S」自体はテレビやラジオの放送で何の問題もなくアナウンスされている上に、歌詞中にある『SOS！SOS！』と連呼する箇所も問題なく放送されていた。また、遡ること1966年 - 1967年（昭和41年 - 42年）に放映されたテレビドラマ「マグマ大使」（フジテレビ系）の主題歌中に『SOS！SOS！』と連呼する箇所があったが、これもまた問題なく放送されていた。これは音声による遭難信号は「メーデー」であって、「SOS」ではないからである。
2024年（令和6年）5月27日に配信リリースされたこっちのけんとの「はいよろこんで」は曲の重要な部分でモールス信号のSOS(を口で再現したもの)が何回も演奏されている。2024年8月5日のTBSテレビ『CDTVライブ!ライブ!』でこの楽曲が披露されたが、問題なく放送された。これは上記のとおりモールス符号による遭難通信の取扱いが廃止されたためである。
モールス符号による遭難通信の取扱いが廃止されたとはいえ、SOSの知名度は「メーデー」に比べ圧倒的に高い。助けを求める言葉・文字としてSOS が広く社会に浸透しているため、形を変えて事故や災害現場で利用されることが少なくない。

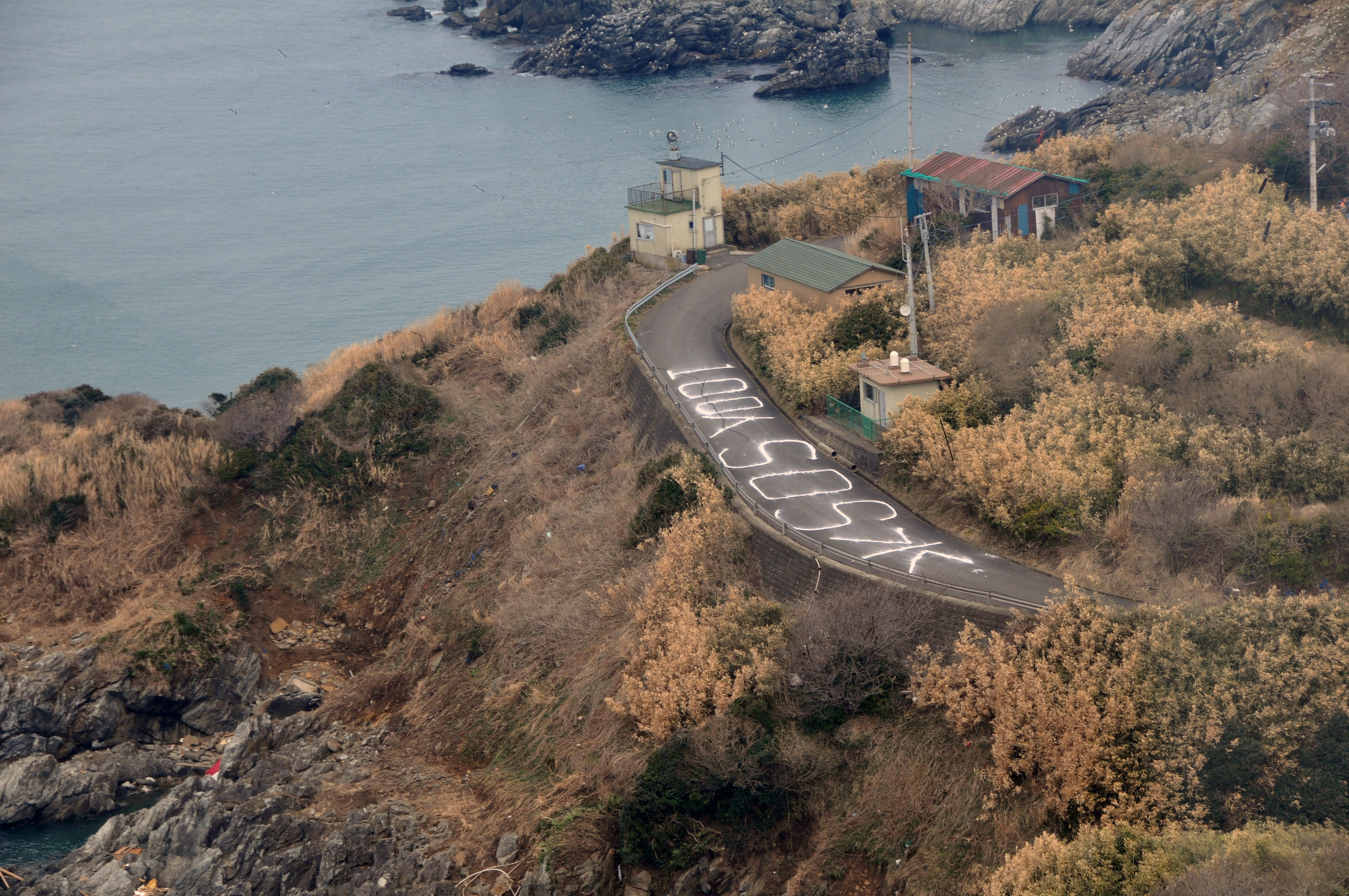
東日本大震災発生時に道路に書かれたSOS、宮城県女川町の江島

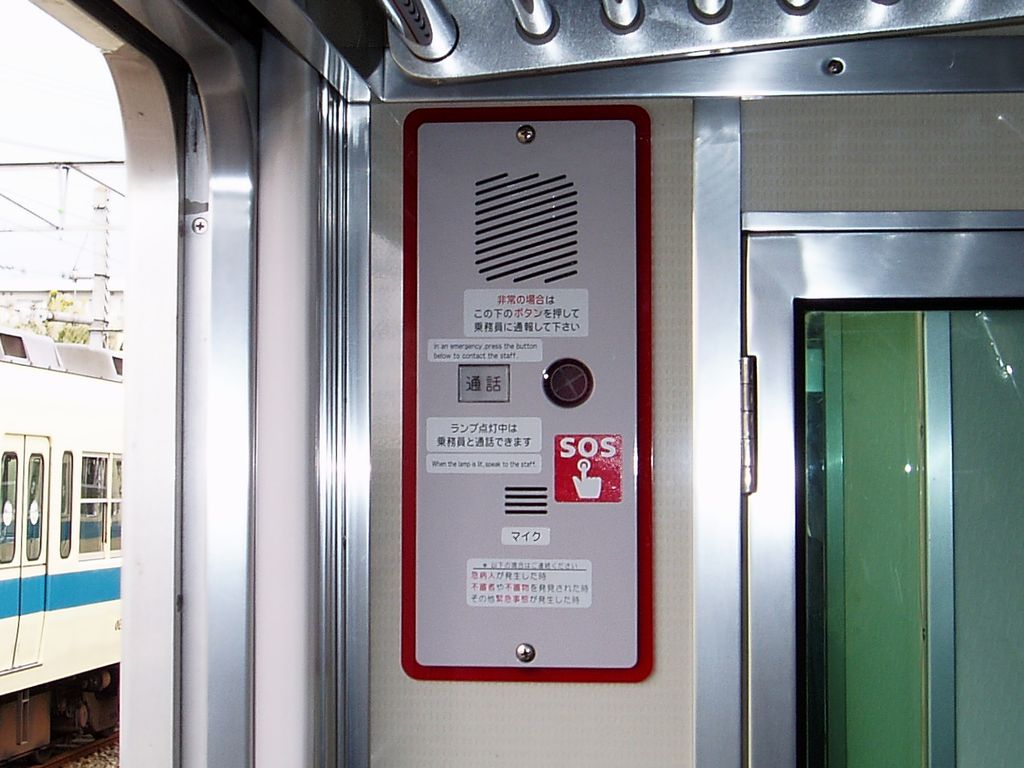
電車内に設置された非常ボタン（車内非常通報装置）

2014年（平成26年）4月にオーストラリアで砂州に取り残された5名が砂浜に巨大SOSを書いてヘリコプターに発見された事件や、2016年（平成28年）8月にミクロネシアの無人島の砂浜に書かれたSOSの文字を海軍の航空機が発見し、2人の遭難者が救出されたこともあった。
また日本でも東日本大震災や平成28年熊本地震などの大規模災害時に、食糧や水、負傷者の搬送などを求めるため、避難所となった学校の校庭や屋上などに、上空を飛ぶ飛行機やヘリコプターに見えるように大きく SOS の文字を作っている様子が見受けられた。
なお、国際民間航空機関（ICAO）は国際民間航空条約の附属書12「捜索および救難」において対空目視信号（Ground-Air Visual Signal Code）を定めている。これによれば「V」に"Require assistance（救助を要す）"、「X」に"Require medical assistance（医療援助を要す）"などといったシンボルが規定されている。
公益財団法人交通エコロジー・モビリティ財団が「SOS」の文字と受話器や押しボタンを組み合わせて、非常電話・非常ボタンを表すピクトグラムを策定しており、日本産業規格のJIS Z 8210でも同デザインで採用され、鉄道車両内や鉄道駅などに表示されている場合がある。
モールス符号の SOS からの派生として、何かの信号を3回ずつ一定間隔で繰り返すことで、救助を求める信号となる（例：光を3回点滅させる、笛を3回鳴らす、銃を3回発砲する、石を3個重ねる、3本の棒切れを等間隔に立てる、周辺の物を燃やして3つの煙を等間隔に立てる、三角を描くように飛行する）。

### 車・列車
- eCall ‐ 車に搭載された事故時に通報できるボタン
- 車内非常通報装置 ‐列車に配置されているボタン

### スマートフォン
Appleが2017年9月20日にリリースしたiPhoneのiOS 11から「緊急SOS」機能が追加された。これは緊急時にスリープボタン（電源ボタン）を5回以上連続で押すことで、ロックされていても警察、海上保安庁、救急や消防へ通報できる機能である。iPhone 8 / 8 Plusでは、サイドボタンと音量ボタンを同時に押すか、設定変更でサイドボタンを5回以上連続で押すことで通信される。iPhone 14／14 Proでは、衛星通信で山間部や海などの通常使えない通信エリアでも緊急SOS機能が使えるようになっている。
グーグルが2021年10月に提供したAndroid 12は、電源ボタンを5回以上連続して押すと110番通報が行われる。電源ボタンが何かに触れて誤動作も起きている。